# 週刊V.WEST
『週刊V.WEST』（しゅうかんファイブウエスト）は、関西テレビで2001年4月5日（4日深夜）から2002年9月26日（25日深夜）まで放送されていたバラエティ番組。V.WESTの冠番組。

## 概要
「総合エンターテイメント情報満載の週刊誌『週刊V.WEST』の編集部」と言う設定で、現在の関ジャニ∞のメンバーが多く在籍した、関西ジャニーズJr.によるユニット・V.WESTが取材に出向く番組。
番組の最後にV.WESTによる演奏も行っていた。

## 出演者
- 編集長：ばんばひろふみ[1]
- 副編集長：谷口キヨコ[1]
- 記者：V.WEST（安田章大・水野清仁・今山透・内博貴・丸山隆平）[1]

## スタッフ
- ナレーション：北又チュン
- 構成：桝野幸宏、瀬川たいぞう、さいとうわに
- TD：立子山真樹（関西テレビ）
- CAM：西村武純（関西テレビ）
- AUD【※週替り1名】：筒井亨・永田誠（関西テレビ）
- VE：中西基（関西テレビ）
- LD：中村貴志（関西テレビ）
- EED：磯田貴彦（イングス）、橋本秀幸（テーク・ワン）
- SE・MA：田口雅敏（戯音工房）
- デザイン：坪田幸之
- 美術プロデューサー：浅田夏子（関西テレビ）
- 美術進行：西口英希
- 装置：古座谷潔
- 電飾：ハートス
- 装飾：高津商会
- CG：水島幸二
- メイク：ビーム
- スタイリスト：牧野浩之、三好布欣子
- 協力：SHARP、MUSIC LAND KEYほか
- 音楽監修：松居功
- ディレクター：松本浩（メディアプルポ）、西川達也、永田修一、渡辺洋一、川口達也
- プロデューサー：重松圭一（関西テレビ）
- 制作協力：ジャニーズ事務所、メディアプルポ
- 制作著作：関西テレビ

## 放送局
| 放送対象地域 | 放送局     | 系列           | 放送日時                     | 備考   |
| ------------ | ---------- | -------------- | ---------------------------- | ------ |
| 近畿広域圏   | 関西テレビ | フジテレビ系列 | 木曜 0:40 - 1:10（水曜深夜） | 製作局 |
| 日本全域     | BSフジ     | BSデジタル放送 | 火曜 22:25 - 22:55           |        |